# 재이월드
재이월드(1990년 9월 11일~)는 대한민국의 댄스 크리에이터로 틱톡 및 유튜브에서 활발하게 활동중이다. 본명은 이재이로 유튜브 채널을 기반으로 기본적인 댄스강습부터 온라인 댄스대회, 온라인 노래대회 등 다양한 컨텐츠를 운영하고 있다. 또한 오프라인 행사로 랜덤플레이댄스를 운영하고 있으며 랜덤플레이댄스 라이브 조회수 20만명 이상 시청하고 있다. 최근에는 재이월드 키즈 크리에이터 1기를 선발하여 크리에이터 육성 프로그램을 진행하고 있다. 아이들과 함께 K-pop 댄스 컨텐츠 뿐만 아니라 상황극 등의 유머 컨텐츠도 함께 진행하고 있다.

## 활동

### 유튜브
- 2021년 5월 23일: 채널 생성
- 2022년 3월 21일: 첫 영상 게시
- 2024년 6월 14일: 구독자 10만 달성 (실버버튼)
- 2024년 11월 18일: 구독자 19.7만

### 틱톡
- 2021년 6월 9일 : 첫 영상 게시
- 2024년 11월 18일: 팔로워 106.7K